# Negastrius arenicola
Negastrius arenicola är en skalbaggsart som först beskrevs av Karl Henrik Boheman 1853.  Negastrius arenicola ingår i släktet Negastrius, och familjen knäppare. Arten är reproducerande i Sverige.